# Melanthia fulvomaculata
Melanthia fulvomaculata là một loài bướm đêm trong họ Geometridae.